# Sunrise Over Sea
Sunrise Over Sea è il terzo album in studio del gruppo musicale australiano The John Butler Trio, pubblicato nel 2004.

## Tracce
- Edizione australiana

1. Treat Yo Mama – 4:47
2. Peaches and Cream – 6:47
3. Company Sin – 4:39
4. What You Want – 5:21
5. Damned to Hell – 1:49
6. Hello – 4:26
7. Bound to Ramble – 6:08
8. Seeing Angels – 6:14
9. There'll Come a Time – 3:36
10. Zebra – 3:57
11. Mist – 2:25
12. Oldman – 5:10
13. Sometimes – 10:37